# Specialiștii (film din 1969)
Specialiștii (titlul original: în italiană Gli specialisti) este un western spaghetti din 1969. Coproducție italiană-franceză-germană, lungmetrajul este regizat de Sergio Corbucci și îi are în distribuție pe Johnny Hallyday, Gastone Moschin și Françoise Fabian. Este considerat ultimul film al trilogiei „Mud and Blood” alături de Django⁠(d) (1966) și Il grande silenzio⁠(d) (1968).

## Rezumat
Un străin pe nume Hud sosește în Blackstone, orașul în care fratele său, acuzat pe nedrept de jefuirea unei bănci, a fost spânzurat. Acesta intră în conflict atât cu șeriful local, cât și cu un bandit mexican devenit revoluționar, iar ulterior descoperă că unul dintre cei mai respectați locuitori ai orașului a înlocuit banii din bancă cu bancnote contrafăcute. După mai multe schimburi de focuri, Hud salvează o tânără din mâinile unor bandiți, distruge banii furați și părăsește așezarea.

## Distribuție
- Johnny Hallyday - Hud Dixon
- Gastone Moschin - șeriful Gideon Ring
- Françoise Fabian - Virginia Pollicut
- Sylvie Fennec - Sheba
- Mario Adorf - Francisco Rafael Pacorro („El Diablo”)
- Angela Luce - Valencia
- Serge Marquand - Boot
- Gino Pernice - Cabot
- Andrés José Cruz Soublette - Rosencrantz
- Gabriella Tavernese - Apache
- Stefano Cattarossi - Kit
- Christian Belegue - Buddy
- Renato Pinciroli - Lord
- Lucio Rosato - adjunctul șerifului
- Remo De Angelis - Romero
- Riccardo Domenici - Mac Lane
- Mario Castellani - judecătorul Ham
- Mimmo Poli - barman
- Franco Castellani - Woodie
- Brizio Montinaro - Charlie Dixon
- Franco Marletta - Bill

## Producție
La început, Sergio Corbucci a dezvoltat Gli specialisti pentru actorul Lee Van Cleef. Schița inițială a scenariului purta titlul Lo specialiste a mano armata, însă o versiune ulterioară a fost numită Il ritorno del mercenario (în română Întoarcere mercenarului), filmul fiind astfel legat de un alt western spaghetti regizat de Corbucci, i.e. Mercenarul (1969). Proiectul fost abandonat după un conflict între acesta și VanCleef, dar a fost readaptat când producătorul francez Edmond Ténoudji⁠(d) i-a cerut regizorului să scrie un lungmetraj pentru cântărețul Johnny Hallyday.
Filmul îi menționează pe Corbucci și Sabatino Ciuffini drept scenariști. Cei doi vor lucra ulterior la lungmetrajele Er Più – storia d'amore e di coltello⁠(d) (1971), Sonny and Jed⁠(d) (1972), Che c'entriamo noi con la rivoluzione?⁠(d) (1972),  Di che segno sei?⁠(d) (1975), Par și impar (1978) și Superpolițistul (1980). Conform lui Hallyday, majoritatea scenelor din film au fost improvizate, iar dialogul a fost rostit în franceză pentru a asigura comercializarea filmului în Franța.
Gli specialisti a fost turnat integral în Italia, scenele exterioare fiind realizate în Prealpii Veneției⁠(d) și Dolomiți. Celelalte scene au fost turnate la periferia Romei: scenele din bârlogul lui El Diablo în Canale Monterano, ambuscada lui Pollicut în Mazzano Romano, iar Blackstone City la studiourile Elios Films. Pe parcursul filmărilor, au început să apară tensiuni între membrii italieni și cei francezi; Françoise Fabian a intrat în conflict cu Corbucci, deoarece regizorul voia să includă o scenă în care personajul ei era violat. Scenele din Blackstone au fost filmare în timpul unui canicule, iar actorul Mario Adorf a fost cât pe ce să fie asfixiat de greutatea costumului său.